# Mesena (província)
Mesena (em latim: Mesena; em árabe: ميسان; romaniz.: Maysān) é uma das 19 províncias do Iraque. Possui 16 070 quilômetros quadrados e segundo censo de 2018, havia 1 112 673 habitantes. Sua capital fica em Amara.